# رامپیج (موشک)
رامپیج یا به عبارت دیگر رَمپِیج، که در ابتدا مارس (MARS) (مخفف انگلیسی: Multi-purpose, Air-launched Rocket System) نام داشت، یک موشک هوابه‌سطح است که توسط صنایع نظامی اسرائیل برگرفته از سیستم توپخانه راکتی اکسترا (EXTRA) ساخته شده است. این یک سلاح استندآف (Standoff) است که برای هدف قرار دادن اهداف با ارزش همچون تأسیسات راداری، مراکز ارتباطی، تأسیسات نگهداری و انبار سلاح و فرودگاه‌ها طراحی شده است در حالی که هواپیمای پرتاب‌کننده خارج از برد پدافندهوایی باقی می‌ماند. موشک رامپیج به خاطر شکل فیزیکی و سرعت بالا امکان رهگیری بسیار کمی دارد. این موشک به‌طور رسمی در ماه ژوئن ۲۰۱۸ رونمایی شد و طبق گزارش‌ها برای اولین بار در ماه آوریل ۲۰۱۹ در سوریه مورد استفاده قرار گرفت. از ماه ژوئیه ۲۰۲۳، نیروی هوایی پادشاهی بریتانیا پس از اهدای موشک‌های طوفان سایه به اوکراین، به فکر بهره‌بردن از موشک‌های رامپیج است. اعتقاد بر این است که موشک‌های رامپیج ارزان‌تر از موشک‌های سایه توفان هستند و به راحتی در دسترس قرار دارند.

## کشورهای استفاده‌کننده
هند -
 یونان -
 اسرائیل